# Ропаев, Степан Кузьмич
Степан Кузьмич Ропаев (Рапаев) (2 января 1915 — 24 марта 1984) — советский борец вольного и классического стилей, чемпион и призёр чемпионатов СССР по классической борьбе, призёр чемпионата СССР по вольной борьбе, Заслуженный мастер спорта СССР (1950), заслуженный тренер Украинской ССР. Отличник физической культуры (1954).

## Биография
Родился 2 января 1915 года в крестьянской семье в селе Ефремово-Степановка (ныне — Колушкинский район Ростовской области). Его отец, донской казак, пропал без вести во время Гражданской войны. В 15 лет переехал в Луганск, здесь же в 1935 году окончил пять классов вечерней средней школы. С 1931 года работал в местной парикмахерской «Железнодорожный красный крест», сначала — учеником парикмахера, а затем самостоятельно.
С 1931 году начал заниматься спортом в секции общефизической подготовки клуба имени Пархоменко. Занимался бегом и другими видами лёгкой атлетики. Увлёкся борьбой в 1936 году. Выступал в легчайшей и полулёгкой весовых категориях (до 57-62 кг). В 1939 году выполнил норматив мастера спорта СССР. Участвовал в 17 чемпионатах СССР.
Степан Ропаев был призван в Черноморский флот и проходил службу в Севастополе на крейсере «Червона Україна» (до 1942 года). В 1937 году Ропаев поучаствовал в соревнованиях среди служащих ЧФ и занял второе место в своей весовой категории. Через год на флотских соревнованиях он становится уже первым, и в составе сборной команды ЧФ отправляется на первенство Вооружённых сил СССР, где занимает первое место. На турнире победителям вручал грамоты главный судья соревнований Маршал Советского Союза Семён Будённый. В качестве призов Ропаеву достались ружьё и патефон.
Участник Великой Отечественной войны. С началом войны участвовал во всех походах корабля, в обороне Одессы, вплоть до гибели крейсера «Червона Україна». Потом оборонял Севастополь. В 1942 получил ранение и был эвакуировал в госпиталь. После излечения служил в команде линейного корабля «Севастополь».
После демобилизации в 1946 году стал в Луганском областном совете «Динамо» тренером по борьбе. С 1947 по 1954 годы — работал тренером в комитете по физической культуре и спорту при Совете министров СССР. В составе сборной команды СССР по борьбе неоднократно выезжал на соревнования: в 1950 году в Финляндию, 1951 — в Чехословакию и Венгрию, в 1953 году — в Италию.
В 1951 году присуждено звание «Заслуженный мастер спорта СССР», в 1965 году — «Заслуженный тренер УССР», а в 1979 году — он стал судьёй всесоюзной категории. С 1954 года работал тренером по борьбе Ворошиловградской спортивной школы молодёжи, в 1969 году был переведён тренером в областной совет ВДСО «Трудовые резервы», где проработал до ухода на пенсию в 1975 году.

## Спортивные результаты
- Чемпионат СССР по классической борьбе 1940 года — ;
- Чемпионат СССР по классической борьбе 1941 года — ;
- Чемпионат СССР по классической борьбе 1946 года — ;
- Чемпионат СССР по классической борьбе 1947 года — ;
- Чемпионат СССР по классической борьбе 1948 года — ;
- Чемпионат СССР по классической борьбе 1950 года — ;
- Чемпионат СССР по классической борьбе 1953 года — ;
- Чемпионат СССР по вольной борьбе 1946 года — ;